# Persea punctata
Persea punctata är en lagerväxtart som beskrevs av Carl Daniel Friedrich Meisner. Persea punctata ingår i släktet avokador, och familjen lagerväxter. Inga underarter finns listade i Catalogue of Life.